# Limnophilella inquieta
Limnophilella inquieta is een tweevleugelige uit de familie steltmuggen (Limoniidae). De soort komt voor in het Neotropisch gebied.